# Alphonse-Henri de Lorraine
Alphonse-Henri-Charles de Lorraine (14 août 1648 – 19 janvier 1719) au château du Petit Montjeu, comte d'Harcourt, comte de Montlaur et Saint-Romaise, marquis de Maubec, baron d'Aubenas, est un noble français membre de la Maison de Lorraine.

## Biographie
Fils de François-Louis de Lorraine, comte d'Harcourt, et d'Anne d'Ornano, il est le frère cadet de François de Lorraine, illégitime car né avant le mariage de ses parents. À la mort de son père, c'est donc Alphonse-Henri qui devient comte d'Harcourt.

### Carrière militaire
A Lille en 1667, en Hollande en 1672, à Maestrich en 1673, il est à Venise en 1681.

### Descendance
Il épouse Marie-Françoise de Brancas le 21 février 1667 à Paris, avec laquelle il aura dix enfants :
- Suzanne, dite Mademoiselle d'Harcourt (16 octobre 1668 – janvier 1671) à Paris ;
- Anne, dite Mademoiselle d'Harcourt (16 octobre 1668 - janvier 1671) à Paris ;
- Marie, dite Mademoiselle de Montlaur (16 août 1669 - janvier 1671) à Paris ;
- Anne, dite Mademoiselle de Maubec (octobre 1670 - janvier 1671) à Paris ;
- Charles, né en 1673, mort jeune ;
- Anne-Marguerite, née le 2 août 1675, morte jeune ;
- Anne-Marie-Joseph (30 avril 1679 – 29 avril 1739), prince de Guise puis comte d'Harcourt, marié à Arcueil le 2 juillet 1705 avec Marie-Louise Jeannin de Castille (1679/80 - 11 janvier 1736) à Saint-Blaise près d'Autun, marquise de Montjeu ;
- François-Marie, dit prince de Montlaur, né le 31 mars 1684 et mort en janvier 1705 à Vienne ;
- François-Marie, comte de Maubec[2] (10 août 1686 – 1706), mort dans une bataille au duché de Guastalla, pendant la Guerre de succession d'Espagne ;
- Anne (née en 1686).